# フューン (巡洋艦)
| 1898年に撮影された「フューン」 | |
| 艦歴                           | |
| 発注                           | コペンハーゲン海軍造船所 |
| 起工                           | 1881年3月14日 |
| 進水                           | 1882年9月27日 |
| 就役                           | 1884年 |
| 退役                           | 1907年 |
| その後                         | 解体処分 |
| 除籍                           | 1907年 |
| 前級                           | |
| 次級                           | ヴァルキリエン |
| 性能諸元                       | |
| 排水量                         | 常備：2,737トン |
| 全長                           | 70.75m |
| 全幅                           | 13.84m |
| 吃水                           | 6.11m |
| 機関                           | 型式不明石炭専焼円缶-基 +レシプロ機関1基1軸推進                                                                                              |
| 最大出力                       | 2,600hp |
| 最大速力                       | 13.0ノット（機関航行時） |
| 航続距離                       | -ノット/-海里（石炭：260トン） |
| 乗員                           | 310～410名 |
| 兵装                           | アームストロング 15cm（35口径）単装砲4基 クルップ 15cm（22口径）単装砲14基 3.7ｃm（-口径）回転式機砲8基 8mm機銃2丁 35.5cm魚雷発射管単装2基） |

フューン (Fyen) はデンマーク海軍の機帆走巡洋艦。デンマーク領西インド諸島警備のために建造された艦である。

## 艦形
本艦の基本構造は3本のマストと一本煙突を持つ装甲フリゲートとしてデンマークはコペンハーゲン海軍造船所で建造された。船体内にはアームストロング製 15cm単装砲4基とクルップ製 15cm単装砲14基を装備し、近接戦闘用に甲板上に3.7cm回転式機砲を8基と8mm機銃を2丁装備していた。